# Озеров, Мануил Васильевич
Мануи́л Васи́льевич О́зеров (3 (15) октября 1852, село Бельмово, Белёвский уезд, Тульская губерния — 6 ноября 1919, Белёв, Тульская губерния) — российский морской офицер, контр-адмирал.

## Биография
Родился 3(15) октября 1852 года. Происходил из дворян Тульской губернии.
Отец: Озеров Василий Андреевич, надворный советник, тульский дворянин, владелец села Бельмово Белёвского уезда Тульской губернии.
Мать: Евпраксия Васильевна, ур. Сполохова.
Жена 1: Екатерина Артемьевна Маркова (развод в 1919 г).
дети: Василий (р.20 янв.1882 г,) лейтенант 1911 г.
Григорий (р.24 окт.1885 г) лейтенант 1911 г.
Мануил (р.3 окт.1887 г.)
Николай (р.9 мая 1891 г.)
Жена 2. Мария Францевна 

## Послужной список
- 14 сентября 1867 — Поступил в Морской корпус.
- 17 апреля 1871 — Гардемарин, приписан к 5-му флотскому экипажу.
- 8 мая 1873 — Мичман.
- 4 октября 1874 — Прикомандирован к Морскому училищу.
- 3 ноября 1876 — 27 марта 1880 — И. о. ревизора плавучей батареи «Не тронь меня».
- 1 января 1877 — Лейтенант.
- 1 января 1878 — Орден Святого Станислава III степени.
- 1880 — Вахтенный начальник монитора «Ураган».
- 30 октября 1881 — Командир хозяйственной роты.
- 20 мая 1883 — Вахтенный начальник полуброненосного фрегата «Минин», служил на Тихом океане.
- 26 ноября 1884 — «По семейным обстоятельствам» списан с корабля в Россию.
- 15 декабря 1884 — Назначен на Черноморский флот.
- 19 декабря 1884 — Зачислен в 1-й Черноморский флотский экипаж.
- 1 января 1887 — Орден Святой Анны III степени.
- 6 июня 1887 — 30 октября 1887 — И. о. старшего офицера канонерской лодки «Черноморец».
- 30 октября 1887 — 15 февраля 1888 — И. о. старшего офицера парохода «Эриклик».
- 15 февраля 1888 — 13 августа 1890 — И. о. старшего офицера канонерской лодки «Черноморец».
- 1 апреля 1890 — Капитан 2-го ранга.
- 13 августа — 1 октября 1890 — И. о. старшего офицера эскадренного броненосца «Двенадцать апостолов».
- 1 октября 1890 — 12 октября 1892 — И. о. старшего офицера канонерской лодки «Черноморец».
- 31 октября 1890 — 16 апреля 1891 — Помощник командира 1-го Черноморского флотского экипажа.
- 1 января 1892 — Орден Святого Станислава 2-й степени.
- 23 апреля 1892 — Заведующий строевым хором музыкантов 31-го флотского экипажа.
- 1 января 1893 — Командир транспорта «Ингул».
- 6 декабря 1894 — Орден Святой Анны 2-й степени.
- 1 января 1885 — Переведен на Балтийский флот с зачислением в 35-й флотский экипаж.
- 27 сентября 1892 — 26 апреля 1894 — ВРИО заведующий хором портовых музыкантов.
- 1 января 1885 — Командир броненосца береговой обороны «Новгород» с переводом в 35-й флотский экипаж.
- 15 мая 1895 — 16 декабря 1896 — Младший помощник командира Кронштадтского порта.
- 1897 — Орден Святого Владимира IV степени с бантом за 25 успешных компаний
- 16 декабря 1897 — Командир транспорта «Самоед».
- 6 декабря 1898 — Капитан 1-го ранга.
- 4 января 1899 — Флаг-капитан берегового штаба старшего флагмана 2-й флотской дивизии.
- 3 апреля 1899 — Флаг-капитан командующего учебной эскадрой Балтийского моря.
- 6 декабря 1899 — Командир крейсера «Генерал-Адмирал».
- 19 января 1900 — Зачислен в 11-й флотский экипаж.
- 24 августа 1900 — 7 июня 1902 — Командир эскадренного броненосца «Полтава».
- 1901 — Греческий орден Спасителя командорского креста.
- 9 сентября 1902 — 14 мая 1905 — Командир эскадренного броненосца «Сисой Великий». Командовал кораблем во время Цусимского сражения. После гибели корабля был взят в плен.
- 16 апреля 1903 — 28 марта 1904 — Командир 13-го флотского экипажа.
- 28 марта 1904 — Орден Святого Владимира III степени.
- 3 июля 1906 — Лоц-командир общества Кронштадтских лоцманов и командир плавучего маяка «Лондонский».
- 8 января 1907 — Пожалованы мечи к ордену Святого Владимира.
- 1909 — Вышел в отставку с присвоением звания контр-адмирала.
- 6 ноября 1919 — Скончался в г. Белёв Тульской губернии. Погребён на монастырском кладбище Белёвского Спасо-Преображенского монастыря.